# Jack H. McDonald

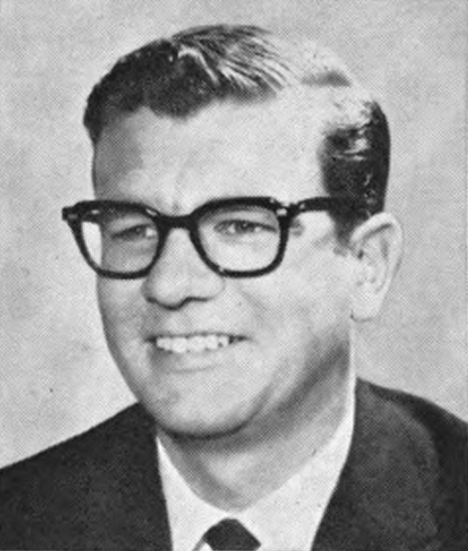
Jack H. McDonald

Jack H. McDonald (* 28. Juni 1932 in Detroit, Michigan; † 17. August 2022) war ein US-amerikanischer Politiker. Zwischen 1967 und 1973 vertrat er den Bundesstaat Michigan im US-Repräsentantenhaus.

## Werdegang
Jack McDonald besuchte die öffentlichen Schulen seiner Heimat und studierte danach an der Wayne State University. 1960 leitete er die Bundeszensusbehörde im Wayne County. In den Jahren 1961, 1963 und 1964 wurde McDonald zum Ortsvorsteher im Redford Township gewählt. 1965 war er Landrat im Wayne County. Politisch wurde er Mitglied der Republikanischen Partei. 1967 gehörte er deren Arbeitsgruppe zur Planung der Stadtentwicklung an.
Bei den Kongresswahlen des Jahres 1966 wurde McDonald im 19. Wahlbezirk von Michigan in das US-Repräsentantenhaus in Washington, D.C. gewählt, wo er am 3. Januar 1967 die Nachfolge des Demokraten Billie S. Farnum antrat. Nach zwei Wiederwahlen konnte er bis zum 3. Januar 1973 drei Legislaturperioden im Kongress absolvieren. Diese waren von den Ereignissen des Vietnamkrieges geprägt. Im Jahr 1972 verlor er in den Vorwahlen seiner Partei gegen William Broomfield, der am 3. Januar 1973 seine Nachfolge im Kongress antrat. Nach seinem Ausscheiden aus dem US-Repräsentantenhaus arbeitete Jack McDonald als Berater und Lobbyist.